# Phlegra fulvotrilineata
Phlegra fulvotrilineata là một loài nhện trong họ Salticidae.
Loài này thuộc chi Phlegra. Phlegra fulvotrilineata được Hippolyte Lucas miêu tả năm 1846.